# 발명사 연표

## 원시시대

### 석기시대 이전
- 2300만 년 전-530만 년 전 마이오세: 침대와 베개.[1]

### 구석기 시대
- 330만 년 전-260만 년 전 오늘날의 케냐 및 에티오피아: 석기(찍개). 너무 오래 되어서 이것을 만든 존재는 인간이 아니었을 것이다.[2] 이 가장 오래된 석기를 사용한 전(前)인류 문화가 올도완 문화이며,[3] 발명자는 오스트랄로피테쿠스 가르히 또는 호모 하빌리스.[4][5]
- 230만 년 전: 초기 인류의 불의 이용. 그에 따른 요리 개념의 탄생. 발명자는 호모 하빌리스.[6][7][8]
- 175만 년 전 - 15만 년 전: 언어[9][10]
- 170만 년 전 오늘날의 케냐: 찍개보다 발전한 석기인 주먹도끼. 발명자는 아슐 문화의 호모 에렉투스.[11][12]
- 150만 년 전 오늘날의 탄자니아: 골각기[13]
- 90만 년 전-4만 년 전: 보트.
- 79만 년 전 오늘날의 이스라엘: 불구덩이.[7][8][14][15]
- 40만 년 전 오늘날의 잠비아: 안료.[16]
- 40만 년 전-30만 년 전 오늘날의 독일: 창. 발명자는 하이델베르크인으로 추정.[17][18]
- 35만 년 전-30만 년 전: 현생인류 출현.[19]
- 20만 년 전: 암각화.[20]
- 20만 년 전 오늘날의 이탈리아: 접착제를 이용한 슴베고정.[21]
- 17만 년 전-8만 3000년 전: 의복.[22][23]
- 16만 4000년 전: 돌날의 열처리.[24]
- 13만 5000년 전-10만 년 전 오늘날의 이스라엘 및 알제리: 비즈.[25]
- 13만 년 전-11만 5000년 전: 엠 간빙기 기간. 간빙기가 끝나고 마지막 빙기 도래.[26]
- 10만 5천 년 전 오늘날의 남아프리카공화국: 도료[27]
- 10만 년 전 오늘날의 이스라엘: 매장.[28]
- 9만 년 전 오늘날의 민주콩고: 작살.[29]
- 7만 7000년 전 오늘날의 남아프리카: 침대 방충.[30]
- 6만 4800년 전 오늘날의 스페인: 최초의 동굴벽화. 발명자는 네안데르탈인.[31]
- 6만 4000년 전-6만 1000년 전 오늘날의 남아프리카: 골각기. 또한 뼈를 깎아 만든 것이 화살촉이었다는 점에서 궁시와 바늘의 발명도 시사됨.[32][33]
- 5만 5800년 전 오늘날의 인도네시아:동굴벽화[34][35][36]
- 5만 년 전-4만 년 전: 행동 현대성. 사람이 사람다워짐.
- 4만 9000년 전 오늘날의 호주-3만 년 전 오늘날의 일본: 간석기.[37][38]
- 4만 4000년 전–4만 2000년 전 오늘날의 에스와티니: 엄대(레봄보 골각기).[39]
- 4만 년 전-2만 년 전 오늘날의 호주: 화장.[40]
- 3만 7000년 전 오늘날의 서남아시아: 막자.[41]
- 3만 6000년 전-9000년 전 오늘날의 터키: 직조. 오늘날의 사카르트벨로[42] 및 모라바에서 먼저 나타났을 가능성이 크지만,[43] 확실하게 유물이 발견된 것은 터키 차탈회위크가 가장 오래됨.[44][45]
- 3만 5000년 전 오늘날의 독일: 관악기.[46]
- 3만 5000년 전 오늘날의 이스라엘: 제사[47]
- 2만 8000년 전: 밧줄.[48]
- 2만 8000년 전 오늘날의 독일: 남근상.[49]
- 2만 년 전 - 수의 발견
- 1만 6000년 전 오늘날의 중국: 도예.[50]
- 1만 5000년 전 오늘날의 우크라이나: 울림널.[51]
- 1만 4600년 전 오늘날의 요르단: 빵.[52][53]
- 1만 4000년 전 오늘날의 북이탈리아: 치의학.[54]
- 1만 3000년 전-1만 2000년 전 비옥한 초승달 지대: 농업.[55][56]
- 1만 3000년 전-1만 1000년 전 오늘날의 서남아시아: 양의 가축화.[57][58]

### 신석기 시대
- 1만 1700년 전: 마지막 빙기 종료. 홀로세 시작.
- 1만 1000년 전-8000년 전 오늘날의 중국: 쌀농사.[59]
- 1만 1000년 전 오늘날의 터키: 건물(괴베클리 테페).[60]
- 1만 년 전 ~ 기원전 8000년: 거대영구정착지 원도시(예리코, 차탈회위크 등).[61]
- 기원전 9000년: 벽돌[62][63][64]
- 기원전 7000년 오늘날의 중국: 발효주, 특히 봉밀주.[65]
- 기원전 6500년 오늘날의 터키 차탈회위크: 납제련.[66]
- 기원전 6000년 오늘날의 이라크: 가마.[67]
- 기원전 6000년 오늘날의 이란: 관개.[68][69]
- 기원전 5000년 오늘날의 세르비아: 동제련.[70]
- 기원전 5000년 오늘날의 중국: 옻칠.[71][72]
- 기원전 5000년–기원전 4500년 오늘날의 중국: 노.[73][74]
- 기원전 4500년–기원전 3500년 오늘날의 이스라엘: 밀랍주조법.[75]
- 기원전 4400년 오늘날의 이집트: 구리바늘.[76]
- 기원전 4000년–기원전 3500년: 바퀴. 메소포타미아의 발물레, 북캅카스 마이코프 문화와 중앙유럽 쿠쿠테니-트리필리아 문화의 수레.[77][78][79]
- 기원전 3630년 오늘날의 중국: 견섬유.[80]
- 기원전 3500년: 말의 가축화.[81][82][83]
- 기원전 3400년-기원전 3100년 남유럽: 문신.[84][85]
- 기원전 3200년 고대 이집트: 범주.[86][87]

## 기원전 제3천년기
- 기원전 3000년 오늘날의 이라크: 쓰기(쐐기문자).[88]
- 기원전 3000년 중앙아시아: 주석 채굴.[89]
- 기원전 3000년 메소포타미아: 청동.[90]
- 기원전 3000년 이집트: 파피루스.[91][92]
- 기원전 3000년 오늘날의 이란: 빗.[93]
- 기원전 3000년 한반도: 고인돌에 새긴 성도.[94]
- 기원전 3000년 한반도: 시루
- 기원전 3000년: 숫자
- 기원전 2700~2300년 메소포타미아: 주판
- 기원전 2500년 이집트: 접안시설.[95][96]

## 기원전 제2천년기
- 기원전 2000년 수메르: 기보법.[97]
- 기원전 2000년 오늘날의 카자흐스탄: 전차.[98]
- 기원전 2000년 이집트: 유리.[99]
- 기원전 1700년 페니키아(오늘날의 레바논): 음소문자.[100]
- 기원전 1500년 바빌로니아: 파종기.[101]
- 기원전 1500년 페니키아 또는 리디아: 주화.[102]
- 기원전 1500년 이집트: 가위.[103]
- 기원전 1300년 이집트: 선반.[104]

## 기원전 제1천년기

### 기원전 7세기
- 기원전 600년 이집트: 등대.[105]
- 기원전 7세기 말-기원전 6세기 초 고대 그리스: 마차도(디올코스).

### 기원전 6세기
- 기원전 6세기 말 카르타고[106] 또는 기원전 6세기 켈티베리아[107][108]: 크랭크.
- 기원전 515년경 그리스: 기중기.[109]

### 기원전 5세기
- 기원전 5세기 오늘날의 중국: 주철.[110][111][112]
- 기원전 5세기 오늘날의 중국 및 그리스: 쇠뇌. 중국에서는 기원전 5세기 중반 호북성에서 발견되었고,[113] 그리스에서는 기원전 421년 가스트라페테스.[114][115]
- 기원전 5세기-기원전 4세기 오늘날의 중국: 견인식 트레뷰셋.[116]
- 기원전 421년 이전 그리스 또는 카르타고: 캐터펄트.[114][115]
- 기원전 480년경 오늘날의 시칠리아: 와선계단.[117][118]

### 기원전 4세기
- 기원전 375년–기원전 350년 카르타고: 연자방아.[119][120]
- 기원전 4세기 오늘날의 중국: 톱니바퀴.
- 기원전 350년경: 아이네이아스 탁티코스가 위드라블리코스 틸레그라포스 발명.

### 기원전 3세기
- 기원전 3세기: 아르키메데스 나선양수기.[121]
- 기원전 3세기 초: 갑문(프톨레마이오스 2세 필라델포스 치하의 파라오 운하)[122][123][124]
- 기원전 3세기 헬레니즘 세계: 캠(자동기계에 사용됨).[125]
- 기원전 3세기 헬레니즘 세계: 수차와 탈진기,[126] 짐벌[127] (필로 메카니우스의 기록)
- 기원전 2세기-기원전 3세기 오늘날의 중국: 고로.[110][128]

### 기원전 2세기
- 기원전 2세기 오늘날의 중국: 종이. 기원후 1세기 사람인 채륜이 종이를 발명했다는 통설이 있으나 감숙성에서 기원전 2세기 유물이 발견되었다.[129]
- 기원전 150년경 헬레니즘 세계: 천문관측의.

### 기원전 1세기
- 기원전 1세기 오늘날의 레바논: 유리불기.
- 기원전 1세기 로마 공화국: 홍예교(사인트마르틴교, 산 로렌초교).[130][131]
- 기원전 1세기 로마 공화국: 아치댐(글라눔댐).[132][133][134][135][136]
- 기원전 71년 이전[137][138][139] 동지중해: 그리스인들이 물레방아 발명.[140][141]
- 기원전 40년 이전 오늘날의 중국: 메공이.[142]
- 기원전 25년 이전 오늘날의 에스파냐: 로마인들이 역상사식 수차 발명.[143]

## 기원후 제1천년기

### 기원후 1세기
- 기원후 1세기 알렉산드리아: 헤론이 증기 터빈(에올리스 구),[144] 자판기, 자동문 발명
- 기원후 1세기 말: 책

### 기원후 2세기
- 118년 오늘날의 중국 사천성: 손수레.[145]
- 132년 오늘날의 중국: 장형이 지진계와 진자 제작.[146][147]

### 기원후 3세기
- 220년 이전 오늘날의 중국: 목판인쇄. 이로써 중국은 세계 최초의 인쇄문화권이 된다.[148]
- 3세기 하반 로마령 소아시아: 연결봉 및 그것을 사용한 제재소(히에라폴리스 제재소).[149][150][151]
- 3세기 말-4세기 초 로마 아프리카 속주: 물터빈.[152][153][154]

### 기원후 4세기
- 4세기 오늘날의 중국: 낚시얼레.[155][156]
- 347년 오늘날의 중국: 유정 및 시추공. 최대 깊이 240 미터.[157]
- 322년경 오늘날의 중국: 등자.[158][159][160] 중국 전체로 널리 퍼진 것은 477년 이전.[161]
- 4세기-5세기 로마 제국: 외륜선(『전쟁업무론』).[162]

### 기원후 5세기
- 5세기 남북조시대 중국: 말목사리.[163] 477년-499년 사이에 그려진 둔황 석굴벽화에 말목사리 그림이 나타난다.[164]
- 5세기-6세기 동로마 제국 카파도키아: 첨두홍예교(카라마가라교).[165][166]

### 기원후 6세기
- 500년 이후 인도 아대륙: 물레.[167]
- 563년 동로마 제국 콘스탄티노폴리스: 궁우식 돔(하기아 소피아).[168]
- 577년 이전 오늘날의 중국: 유황성냥.
- 589년 이전 오늘날의 중국(수조): 휴지. 안지추(531년생-591년몰)의 기록에 언급되며 증거상 이후 왕조들에서도 계속 사용된 듯.[169][170]

### 기원후 7세기
- 650년 오늘날의 이란: 풍차.[105]
- 672년 동로마 제국: 소이탄(그리스의 불). 성자 테오파노스의 기록에 따르면 바알베크 난민 출신의 레바논 그리스인 칼리니코스가 발명했다고 한다.[171] 하지만 그 역사적 실재성에 의문이 제기되며,[172] 실재한다 하더라도 칼리니코스는 원래 존재하던 무기를 개선만 시킨 것일 수도 있다.[173]
- 7세기 오늘날의 중국(당조): 지폐. 지폐는 당송시대 중국에서 처음 만들어졌다. 그 뿌리는 상인들의 영수증이었으며, 큰 거래를 하는 도매상들이 묵직한 동전 대신 사용했다.[174][175][176]
- 7세기 오늘날의 중국(당조): 도자기. 북중국에서는 7세기부터 도기 및 자기가 생산되었으나 남중국에서는 10세기까지 생산되지 않았다.[177]

### 기원후 8세기
- 700년 오늘날의 인도(찰루키아조) 카르나타카 비루파크샤 신전: 바늘구멍 사진기.

### 기원후 9세기
- 9세기 오늘날의 중국(당조): 흑색화약. 화약은 9세기 중국 연단술사들이 불로장생의 영약을 만들려다 발견했다는 것이 정설이다.[178] 화약은 오대십국 시대부터 사용되었다는 증거가 있고,[179] 1044년(송대)에 쓰여진 『무경총요』에 처음으로 화약제조법이 기록되었다.[180][181][182]
- 9세기 오늘날의 시리아: 대수학.[183]
- 9세기 오늘날의 모로코: 학위를 주는 대학교.[183]
- 9세기 인도 아대륙: 숫자 0. 인도에서는 0의 개념의 발명과 별개의 숫자로서의 분리가 이루어졌을 뿐 아니라,[184] 0을 이용해 실질적인 계산이 이루어졌다. 심지어 9세기까지는 나눗셈에 있어서도 다른 숫자들과 동일하게 취급되었다.[184][185]

### 기원후 10세기
- 10세기 오늘날의 중국(송조): 개인화기(화창). 처음에는 죽통을, 그 뒤에는 금속통을 사용하여 약한 화약을 발사했다. 둔황 석굴벽화에 가장 이른 묘사가 나타난다.[186] 화창은 세계 최초의 개인화기이며, 또한 최초의 화약무기다.[187][188]
- 10세기 오늘날의 중국(송조): 불꽃놀이(폭죽). 시장 상인들에게서 흔히 구매할 수 있었다. 이 최초의 불꽃놀이 도구는 죽통에 화약이 채워진 형태로, 그래서 폭죽이라고 했다.[189]
- 10세기 오늘날의 중국(송조): 건선거.[190]

## 기원후 제2천년기

### 기원후 11세기
- 11세기 레반트: 십자군들이 구급차 발명.[191]
- 11세기 동아시아: 초기 형태의 베서머 법.
- 11세기 오늘날의 중국(송조): 소송이 천문시계 부속으로서 체인 구동계 발명.[192]
- 1088년 오늘날의 중국(송조): 필승이 활자 발명. 세계 최초의 활자인쇄물은 『몽계필담』.[193][194][195][196]

### 기원후 12세기
- 1119년 이전 오늘날의 중국(송조): 습식 나침반. 자화된 바늘을 항법 용도로 사용했다는 가장 이른 기록은 주욱의 『평주가담』(1119년)에 나타난다.[195][197][198][199][200][201][202] 이 때 중국에서 사용된 나침반은 물사발 위에 자화된 바늘을 띄우는 형태의 습식 나침반이었다.[203] 오늘날 사용하는 것과 같은 건식 나침반은 1300년대 이후 중세 유럽과 이슬람 세계에서 발명되었다.[204][205]

### 기원후 13세기
- 1206년 이스마일 알자자리가 캠샤프트 처음 설명.
- 13세기 오늘날의 중국: 로켓이 군용 및 오락 목적으로 사용.[206]
- 13세기 유럽: 최초의 기계식 탈진기인 굴대 탈진기.[207]
- 1231년[208] 오늘날의 중국(금조): 폭탄.[209]  여진 황조였던 금조에서 송조의 도시를 공략하기 위해 개발했다. 당시 최초의 폭탄은 무쇠 껍질 속에 흑색화약을 채운 것으로, 진천뢰라고 했다.[210]
- 1275년 하산 알라마흐가 어뢰 개념 제시.[211]
- 1277년 오늘날의 중국(송조): 지뢰. 몽골 제국군이 광서성으로 쳐들어왔을 때 장군 누검할이 처음 사용했다고 한다.[212]
- 1286년 오늘날의 이탈리아: 안경.[213]
- 13세기 오늘날의 중국(원조): 핸드 캐넌. 가장 오래된 핸드 캐넌 유물은 흑룡강성에서 발굴되었다. 또한 『원사』에 1288년에 원조를 섬긴 여진족 장군이 기독교도 나얀의 반란을 "총수"를 동원해서 진압했다는 기사가 있다.[214]

### 기원후 14세기
- 1300년대 오늘날의 중국(명조): 초옥의 『화룡경』에서 다단계 로켓 개념 제시.
- 1326년 이전 오늘날의 중국(명조): 캐넌포.[215]
- 1378년 한반도(고려조): 함포.[216]
- 14세기 레오 헤브라에우스가 직각기 발명.
- 14세기 오늘날의 중국(명조): 기뢰. 『화룡경』 및 요기(1311년생-1375년몰)가 연철로 껍데기를 만들어서 소 방광에 넣어 밀봉하여 방수처리한 폭탄을 강이나 바다에 띄우는 개념을 제시. 이후 1637년 송응성이 쓴 백과사전 『천공개물』에도 언급.[217]

### 기원후 15세기
- 15세기 초 유럽: 나선 용수철.[218]
- 15세기 유럽: 태엽.[218]
- 1420년대 플란데런 백국: 브레이스.[219]
- 1434년 조선: 자격루
- 1440년 이전 독일 왕국 마인츠에서 요하네스 구텐베르크가 나사압착기를 바탕으로 인쇄기 발명. 인쇄기의 존재가 처음으로 언급되는 문서는 1439년 구텐베르크를 고발한 소송장이었다.[220]
- 1441년 조선: 측우
- 15세기 중반 아마도 오늘날의 에스파냐: 화승총(아쿼버스).[221][222]
- 15세기 유럽: 강선.
- 1480년대 오늘날의 포르투갈: 항해용 천문관측의.[223]
- 1494년 루카 파치올리가 복식부기 개발.

### 기원후 16세기
- 1551년: 타키 앗딘 무함마드 이븐 마루프가 증기 잭에 사용된 단순한 증기 터빈을 묘사.[224]
- 1560년 베네치아 공화국: 부선거.[225]
- 1569년 게라르두스 메르카토르가 점장도법 개발.
- 1589년 윌리엄 리가 양말틀 발명.[226]
- 1594년 존 데이비스가 후측의 발명.
- 1597년 이전에 한스 슈토플러가 리볼버 발명.

### 기원후 17세기
- 1605년 슈트라스부르크의 요한 카롤루스가 신문(『렐라티온 알러 퓌르네멘 운트 게덴크뷔르디겐 히스토리엔』) 발간(오래된 신문 목록 참조).[227][228]
- 1608년 오늘날의 네덜란드의 한스 리퍼세이가 망원경 특허등록. 하지만 이미 망원경이 널리 쓰이던 시점이었기 때문에 실제 최초 발명자가 누구인지는 알 수 없다.
- 1620년경 유럽에 현미경 등장. 먼저 발명된 망원경을 뒤집어 응용한 것으로 보이나, 마찬가지로 발명자는 불명이다. 대표적으로 거론되는 발명자 후보자로는 자카리아스 얀선, 코르넬리스 드레벌, 갈릴레오 갈릴레이가 있다.[229]
- 1630년 윌리엄 오트레드가 계산자 발명.[230][231]
- 1642년 블레즈 파스칼이 기계식 계산기(파스칼 계산기) 발명.
- 1640년 가스파로 베르티 또는 1643년 에반겔리스타 토리첼리가 청우계 발명.[232]
- 1650년 오토 폰 구에리케가 진공펌프 발명.
- 1656년 크리스티안 하위헌스가 추시계 발명. 그 개념은 1637년 갈릴레오가 제시했으나 그에게 실물을 만들 능력은 없었다.
- 1663년 오토 폰 구에리케가 기전기 발명.
- 1680년 크리스티안 하위헌스가 최초의 피스톤 기관(화약기관) 개념 제시.[233]
- 1698년 토머스 세이버리가 증기기관 특허등록.

### 기원후 18세기
- 1709년경 바르톨로메오 크리스토포리가 피아노 발명.
- 1709년 다니엘 가브리엘 파렌하이트가 알코올 온도계 발명.
- 1710년 조선: 직교 라틴 방진
- 1712년 토머스 뉴커먼이 최초의 상업적 증기기관 발명.[234]
- 1730년경 토머스 고드프리와 존 해들리가 각자 독립적으로 팔분의 발명.
- 1733년 존 케이가 나는 북 발명. 이로써 한 명이 베틀을 작동할 수 있게 되다.[235]
- 1736년 존 해리슨이 최초의 크로노미터 H1 시험.
- 1738년 루이스 폴과 존 와트가 최초의 기계식 방적기(폴-와트 제면기) 발명.
- 1745년 피터르 판 뮈스헨브루크와 에발트 게오르크 폰 클라이스트가 각자 독립적으로 초기형 축전기인 라이덴병 발명.
- 1746년 존 로벅이 연실법 발명.
- 1755년 윌리엄 컬렌이 최초의 인공 냉장기계 발명.
- 1764년 제임스 하그리브스가 다축방적기 발명.
- 1765년 제임스 와트가 복수기 분리식 증기기관을 발명하여 기관 성능을 개선.
- 1767년 조지프 프리스틀리가 탄산수 제조법 발명.
- 1769년 니콜라조제프 퀴뇨가 증기자동차 발명.
- 1770년 리처드 솔터가 저울 발명.
- 1774년 존 윌킨슨이 천공기 발명. 최초의 공작기계(기계를 만드는 기계)로 간주된다.
- 1775년 제시 램즈던이 나사절삭선반 발명.
- 1776년 존 윌킨슨이 공기압축기 발명.
- 1783년 클로드 드 주프루아가  최초의 증기선 조선.
- 1783년 몽골피에 형제가 최초의 유인열기구 건조.
- 1785년 마르티누스 판 마룸이 최초로 전기분해 시전.
- 1786년 앤드루 메이클이 탈곡기 발명.
- 1789년 에드먼드 카트라이트가 역직기 발명.
- 1790년 토머스 세인트가 재봉틀 발명.
- 1792년 클로드 샤페가 수기전신 발명.
- 1793년 엘리 휘트니가 조면기 발명.[236]
- 1795년 조지프 브라마가 유압프레스 발명.
- 1796년 알로이스 제네펠더가 석판인쇄술 발명.[237]
- 1797년 새뮤얼 벤담이 합판 발명.
- 1798년 에드워드 제너가 최초의 성공적인 예방접종인 종두법 개발.
- 1799년 조지 메드허스트가 동력공기압축기 발명.
- 1799년 루이니콜라 로베르가 초지기 발명.

### 기원후 19세기
- 1800년 알레산드로 볼타가 전지(볼타 전지) 발명.
- 1802년 험프리 데이비가 호광등 발명. 하지만 발전체계가 발명되기 전에는 그다지 효율적인 조명이 아니었다.[238]
- 1804년 프리드리히 제르튀르너가 아편에서 모르핀 추출.[239]
- 1804년 리처드 트레비식이 증기기관차 발명.[240]
- 1804년 하나오카 세이슈가 전신마취제(통선산) 발명.[241]
- 1807년 조제프 니세포르 니에프스가 최초의 쓸만한 내연기관 발명.
- 1807년 프랑수아 이사크 드 리바가 최초의 내연기관 자동차 설계. 연료는 수소.
- 1807년 로버트 풀턴이 증기선 운송 및 무역체계 확장.
- 1810년 니콜라 아페르가 밀폐가열포장(병조림) 발명.
- 1811년 프리드리히 쾨니히가 동력인쇄기 발명.
- 1812년 윌리엄 레이드 클래니가 안전등 발명.
- 1814년 제임스 폭스, 매튜 머레이, 리처드 로버츠가 각자 독립적으로 대패기계 발명.
- 1816년 프랜시스 로널즈가 정전기를 이용하는 최초의 전신 발명.
- 1816년 로버트 스털링이 스털링 기관 발명.[242]
- 1817년 카를 폰 드라이스 남작이 벨로시페드(드라이지네) 발명.
- 1818년 마크 이점바드 브루넬이 터널링 실드 발명.
- 1822년 토머스 블랜차드가 패턴추적 선반(형삭반에 가까움) 발명.[243][244]
- 1822년 조제프 니세포르 니에프스가 최초의 사진술(헬리오그래피) 발명.
- 1822년 찰스 배비지가 최초의 프로그래밍 가능한 기계식 컴퓨터 제작 시작.[245]
- 1823년 요한 볼프강 되베라이너가 라이터(되베라이너의 램프) 발명.
- 1824년 요한 니콜라우스 폰 드라이제가 볼트액션 소총(드라이제 췬트나델게베어) 발명.[246]
- 1825년 윌리엄 스터전이 전자석 발명.
- 1826년 존 워커가 마찰성냥 발명.[247]
- 1828년 제임스 보몬트 닐슨이 열풍로 발명.
- 1828년 패트릭 벨이 수확기 발명.
- 1828년 제들릭 아뇨쉬가 전동기 발명.
- 1829년 윌리엄 맨이 복식공기압축기 발명.
- 1830년 에드윈 버딩이 잔디깎기 발명.
- 1831년 마이클 페러데이가 전자기 유도법 발명. 이듬해 조지프 헨리도 독립적으로 발명.
- 1834년 모리츠 폰 야코비가 실용적인 전동기 발명.
- 1835년 조지프 헨리가 계전기 발명.
- 1837년 새뮤얼 모스가 모스부호 발명.
- 1838년 모리츠 폰 야코비가 전주법 발명.
- 1839년 윌리엄 오티스가 동력삽(증기삽) 발명.
- 1839년 제임스 네이스미스가 증기망치 발명.
- 1839년 에드몽 베크렐이 광기전효과를 이용, 최초의 태양전지 발명.
- 1857년 윌리엄 피(William Fee)가 면화씨 대량 분쇄기를 발명.[248][249]

### 기원후 20세기
- 1900년 테오도어 코베르가 최초의 경식 비행선 설계(LZ 1).
- 1901년 영국의 허버트 세실 부스와 미국의 데이비드 T. 케네이가 각자 독립적으로 진공청소기 특허등록.[250]
- 1903년 옌스 애기디우스 엘링이 최초의 가스 터빈 발명.
- 1903년 에두아르 베네딕튀스가 합판유리 발명.
- 1903년 라이트 형제가 최초의 고정익 동력비행(플라이어 1호).
- 1904년 존 앰브로즈 플레밍이 진공관과 다이오드 발명.
- 1907년 폴 코르뉘가 최초의 회전익기 비행.최고.
- 1907년 리오 베이클랜드가 합성수지 발명(베이클라이트).
- 1908년 자크 에드빈 브란덴베르거가 셀로판 발명.
- 1909년 프리츠 하버가 하버법 개발.
- 대통령 선정
- 1909년 조르주 리그누와 A. 푸르니에가 최초의 동시화상전송, 즉 텔레비전 방송 수행.
- 1911년 찰스 톰슨 리스 윌슨이 입자검출기 발명(안개상자).
- 1913년 프리드리히 베르기우스가 베르기우스법 개발.
- 1913년 빅토르 카플란이 카플란수차 발명.
- 1915년 최초의 전차 설계. 영국에서 1916년부터, 프랑스에서 1917년부터 전투에 동원. 영국 측 설계자는 월터 고든 윌슨과 윌리엄 트리톤, 프랑스측 설계자는 외젠 브리예.
- 1916년 얀 초크랄스키가 초크랄스키법 개발.
- 1917년 알렉산더 M. 니콜슨이 로셸염으로 결정진동자 발명.
- 1925년 프란츠 요제프 에밀 피셔와 한스 트로프슈가 피셔-트로프슈법 개발.
- 1926년 우다 신타로와 야기 히데츠구가 야기 안테나 발명.
- 1926년 로버트 고더드가 최초의 액체연료 로켓 발사.
- 1927년 워렌 매리슨과 J. W. 호턴이 수정시계 발명.[251]
- 1928년 알렉산더 플레밍이 최초의 항생제 페니실린 검출. 다만 약용화한 것은 하워드 플로리, 에른스트 하인, 노먼 히틀리 등임.
- 1928년 프랭크 휘티가 터보제트기관에 대한 아이디어 공식 제출.[252] 1930년 1월 16일 특허 제출하여 1932년 취득.[253]
- 1928년 필로 판즈워스가 최초의 실용적인 전자 텔레비전 시연.
- 1929년 루돌프 G. 보엠이 볼나사 발명.
- 1930년 프리츠 체르니케가 위상차현미경 발명.
- 1931년 에른스트 루스카가 전자현미경 발명.
- 1933년 에드윈 하워드 암스트롱이 주파수변조(FM)방송 특허출원.
- 1935년 월리스 캐러더스가 합성섬유 발명(나일론).[254]
- 1938년 콘라트 추제가 최초의 프로그래밍 가능한 컴퓨터 개발(Z1).
- 1938년 오토 한, 리제 마이트너, 프리츠 슈트라스만이 핵분열 발견. 이후 맨해튼 계획, 소비에트 원자폭탄 계획, 우란프로젝트 등 각국의 핵무기 개발계획으로 이어진다.
- 1939년 G. S. 유니예프 또는 나움 구리비치가 전류 제세동기를 발명.
- 1941년 존 윈필드와 제임스 딕슨이 폴리에스테르 발명.[255]
- 1942년 나치 독일에서 세계 최초의 탄도유도탄 발명(보복무기 2호).
- 1945년 미국, 영국, 캐나다 합작으로 원자폭탄 개발(맨해튼 계획).
- 1946년 제임스 마틴이 사출좌석 발명.
- 1947년 데니스 가보르가 홀로그램 발명.
- 1947년 플로이드 패리스와 J. B. 클라크가 수압파쇄법 개발.[256]
- 1947년 존 바딘과 월터 하우저 브래튼이 최초의 반도체 소자, 이극 점접촉형 트랜지스터 발명.
- 1948년 미국 국가표준국에서 최초의 원자시계 개발.
- 1948년 로베르 뒤레르가 산소전로제강법 개발. 이후 전세계의 강철의 대부분은 이 공정으로 만들어진다(2000년 기준 60%).[257]
- 1951년 미국 아이다호주 아크로시에서 최초의 핵발전.[258][259]
- 1952년 알레이스터 필킹턴이 플로트 유리공법 개발.[260]
- 1952년 미국에서 최초의 열핵무기 개발.
- 1953년 사와자키 노리카즈가 최초의 비디오 테이프 레코더 발명.
- 1954년 캘빈 사우더 풀러 등이 태양전지 발명. 태양 에너지를 전류로 바꾸는 최초의 실용적인 기술.
- 1955년 크리스토퍼 코커렐이 공기부양정 특허출원.
- 1955년 맬컴 맥린이 컨테이너 발명.
- 1956년 IBM에서 하드디스크 드라이브 발명.[261]
- 1957년 IBM에서 최초의 개인용 컴퓨터(PC) 발명(IBM 610).
- 1957년 최초의 인공위성 스푸트니크 1호 발사.
- 1958년 잭 킬비와 로버트 노이스가 집적회로를 독립적으로 발명.
- 1959년 모하메드 아탈라와 다완 카흥이 MOS 트랜지스터 발명. 이전의 이극 트랜지스터보다 우월하여 오늘날의 거의 모든 전자제품에 사용된다. 컴퓨터 혁명과 통신통제기술의 비약적 발전을 촉발시킨다.[262][263][264]
- 1960년 시어도어 마이만이 최초의 작동하는 유도방출광선증폭(레이저) 장치 발명.
- 1963년 허버트 A. 길버트가 최초의 전자담배 발명.
- 1965년 스테파니 쿠올렉이 케블라 발명.
- 1969년 UCLA, SRI, UCSB, UofU 간에 아르파넷 개통.
- 1970년 일본에서 휴대용 계산기 발명.
- 1971년 레이 톰린슨이 전자우편 발명.[265]
- 1971년 페데리코 파긴 연구진이 최초의 마이크로프로세서 발명(인텔 4004). PC혁명의 기초를 놓다.[266]
- 1972년 최초의 비디오 게임기 마그나복스 오디세이 개발.[267]
- 1973년 최초의 상용 그래픽 유저 인터페이스 도입(제록스 알토).
- 1973년 CERN에서 터치스크린 개발.
- 1973년부터 빈트 서프와 로버트 칸이 인터넷 프로토콜 스위트(TCP/IP) 제안. 오늘날의 인터넷의 기반이 된다.
- 1975년 앨테어 8800이 마이크로컴퓨터 혁명의 효시를 쏘아올리다.
- 1980년 마스오카 후지오가 플래시메모리 발명(NOR과 NAND 모두). 1984년 상용화.
- 1982년 읽기 전용 CD롬 발명. 소니에서 그 표준을 개발했고 필리스에서 모든 이진 파일 저장수단으로 그것을 채택하다.[268]
- 1983년 척 헐이 최초의 3차원 인쇄 공정인 광조형법 개발.[269]
- 1984년 모토롤라에서 최초의 상용 휴대전화 DynaTAC 8000X 출시.
- 1985년 존 굿이너프, 래치드 야자미, 요시노 아키라가 리튬이온 전지 발명. 가전 및 전동수송기기 전반에 영향을 미치다.[270]
- 1990년 팀 버너스리가 월드 와이드 웹 공개.[271][272]
- 1993년 최초의 대중용 웹 브라우저 모자이크 발매.
- 1994년 소니에서 플레이스테이션 발매.
- 1995년 필리스, 소니, 토시바, 파나소닉 공동개발로 DVD가 광디스크 저장매체 표준으로 개발.

## 기원후 제3천년기

### 기원후 21세기
- 2019년 IBM에서 최초의 상용 양자컴퓨터 IBM Q 시스템 원 발매.
- 2021년 한국 누리호 발사

## 같이 보기
- 변화 가속화
- 발명가 목록
- 선사시대사 연표
- 커뮤니케이션의 역사
- 증기 기관#발전 과정
- 수학사 연표

## 참고 자료
- Bourbaki, Nicolas (1998). Elements of the History of Mathematics. Berlin, Heidelberg, and New York: Springer-Verlag. ISBN 3-540-64767-8.
- Bowman, John S. (2000). Columbia Chronologies of Asian History and Culture. New York: Columbia University Press. ISBN 0-231-11004-9.
- Buisseret, David. (1998). Envisioning the City: Six Studies in Urban Cartography. Chicago: University Of Chicago Press. ISBN 0-226-07993-7.
- Curtis, Robert I. (2008). “Food Processing and Preparation”.   Oleson, John Peter. The Oxford Handbook of Engineering and Technology in the Classical World. Oxford: Oxford University Press. ISBN 978-0-19-518731-1.
- Day, Lance and Ian McNeil. (1996). Biographical Dictionary of the History of Technology. New York: Routledge. ISBN 0-415-06042-7.
- de Vos, Mariette (2011). “The Rural Landscape of Thugga: Farms, Presses, Mills, and Transport”.   Bowman, Alan; Wilson, Andrew. The Roman Agricultural Economy: Organization, Investment, and Production. Oxford: Oxford University Press. ISBN 978-0-19-966572-3.
- Ebrey, Patricia Buckley (1999). The Cambridge Illustrated History of China. Cambridge: Cambridge University Press. ISBN 0-521-66991-X (paperback).
- Ebrey, Walthall, Palais, (2006). East Asia: A Cultural, Social, and Political History. Boston: Houghton Mifflin Company.
- Elisseeff, Vadime. (2000). The Silk Roads: Highways of Culture and Commerce. New York: Berghahn Books. ISBN 1-57181-222-9.
- Hucker, Charles O. (1975). China's Imperial Past: An Introduction to Chinese History and Culture. Stanford, Calif. : Stanford University. ISBN 0-8018-4595-5.
- Hunter, Dard (1978). Papermaking: The History and Technique of an Ancient Craft. Mineola: Dover Publications, Inc. ISBN 0-486-23619-6.
- Gernet, Jacques (1962). Daily Life in China on the Eve of the Mongol Invasion, 1250-1276. Translated by H.M. Wright. Stanford: Stanford University Press. ISBN 0-8047-0720-0.
- Gernet, Jacques. (1996). A History of Chinese Civilization. Translated by J.R. Foster and Charles Hartman. Cambridge: Cambridge University Press. ISBN 0-521-49781-7.
- Kreutz, Barbara M. (1973) "Mediterranean Contributions to the Medieval Mariner's Compass", Technology and Culture, 14 (3: July), p. 367–383
- Lo, Andrew. "The Game of Leaves: An Inquiry into the Origin of Chinese Playing Cards," Bulletin of the School of Oriental and African Studies, University of London, Vol. 63, No. 3 (2000): 389-406.
- Loewe, Michael. (1968). Everyday Life in Early Imperial China during the Han Period 202 BC–AD 220. London: B.T. Batsford Ltd.; New York: G.P. Putnam's Sons.
- Needham, Joseph, Science and Civilization in China: Volume 4, Physics and Physical Technology, Part 2, Mechanical Engineering. Taipei: Caves Books Ltd.,1986 ISBN 0-521-07060-0
- Needham, Joseph (1962). Science and Civilization in China: Volume 4, Physics and Physical Technology; Part 1, Physics. Cambridge University Press., reprinted Taipei: Caves Books, Ltd. (1986)
- Needham, Joseph and Tsien Tsuen-Hsuin. (1985). Science and Civilization in China: Volume 5, Chemistry and Chemical Technology, Part 1, Paper and Printing. Cambridge University Press., reprinted Taipei: Caves Books, Ltd. (1986)
- Needham, Joseph. (1987). Science and Civilization in China: Volume 5, Chemistry and Chemical Technology, Part 7, Military Technology; the Gunpowder Epic. Cambridge University Press.
- Pigott, Vincent C. (1999). The Archaeometallurgy of the Asian Old World. Philadelphia: University of Pennsylvania Museum of Archaeology and Anthropology. ISBN 0-924171-34-0.
- Ronan, Colin A. (1994). The Shorter Science and Civilisation in China: Volume 4. Cambridge : Cambridge University Press. ISBN 0-521-32995-7.
- Sivin, Nathan (1995). Science in Ancient China: Researches and Reflections. Brookfield, Vermont: VARIORUM, Ashgate Publishing.
- Stark, Miriam T. (2005). Archaeology of Asia. Malden, MA : Blackwell Pub. ISBN 1-4051-0213-6.
- Wagner, Donald B. (1993). Iron and Steel in Ancient China: Second Impression, With Corrections. Leiden: E.J. Brill. ISBN 90-04-09632-9.
- Wagner, Donald B. (2001). The State and the Iron Industry in Han China. Copenhagen: Nordic Institute of Asian Studies Publishing. ISBN 87-87062-83-6.
- Wang, Zhongshu. (1982). Han Civilization. Translated by K.C. Chang and Collaborators. New Haven and London: Yale University Press. ISBN 0-300-02723-0.
- Wood, Nigel. (1999). Chinese Glazes: Their Origins, Chemistry, and Recreation. Philadelphia: University of Pennsylvania Press. ISBN 0-8122-3476-6.